# XVI. Benedek pápa

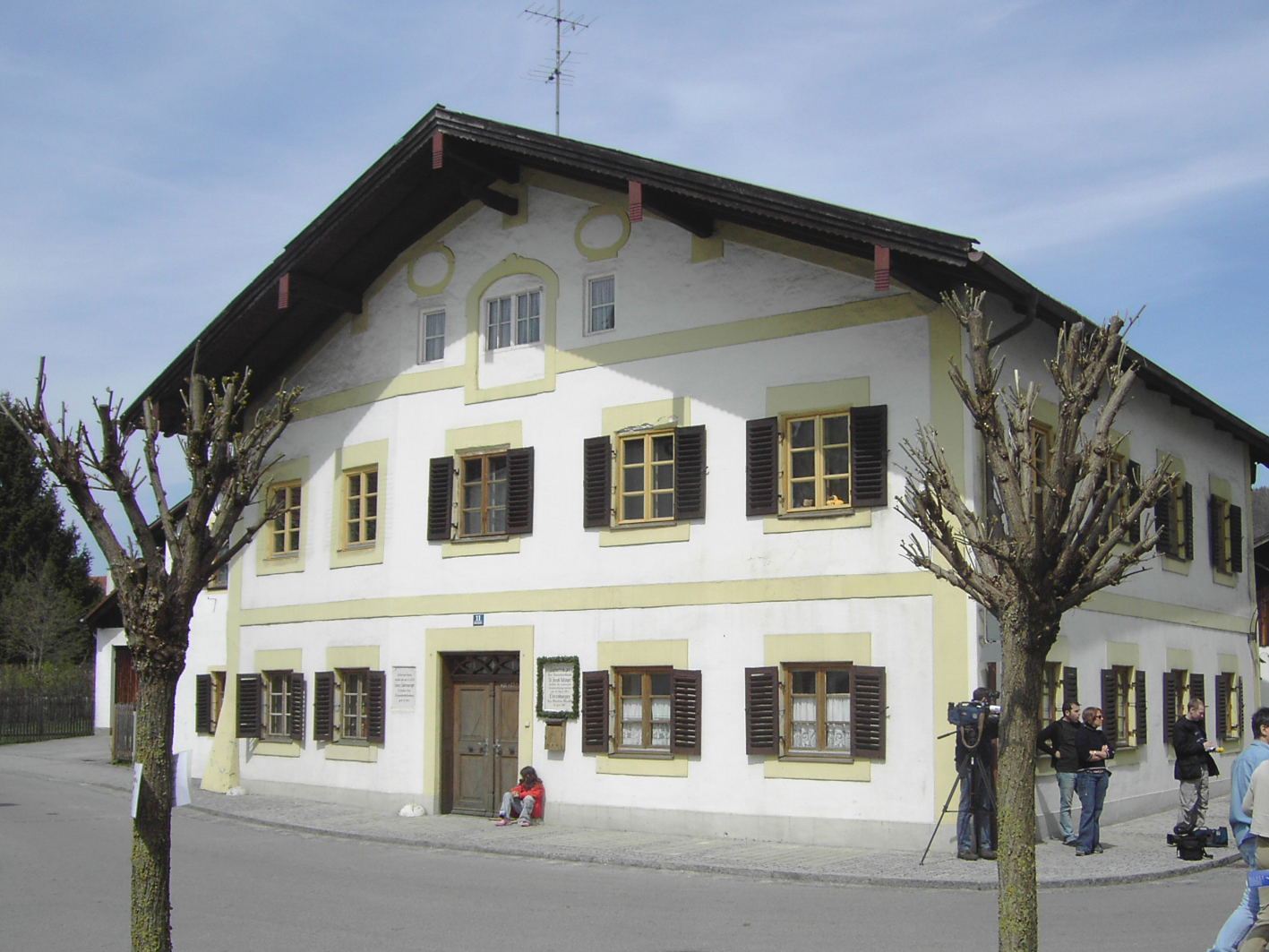
Joseph Ratzinger szülőháza Marktlban

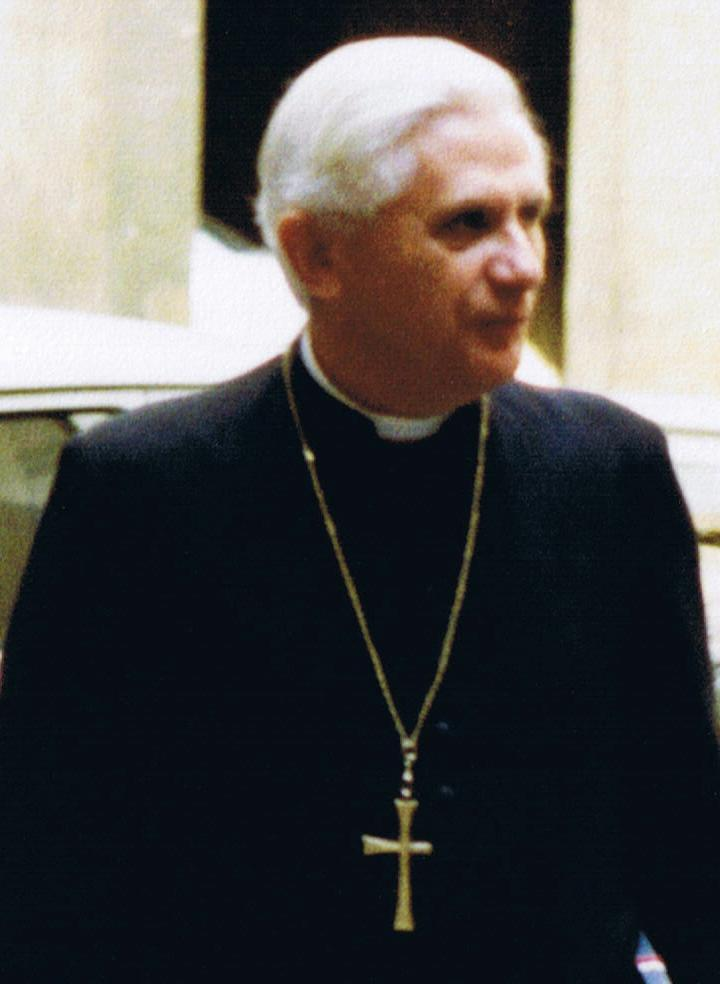
Ratzinger bíboros 1988-ban Rómában.

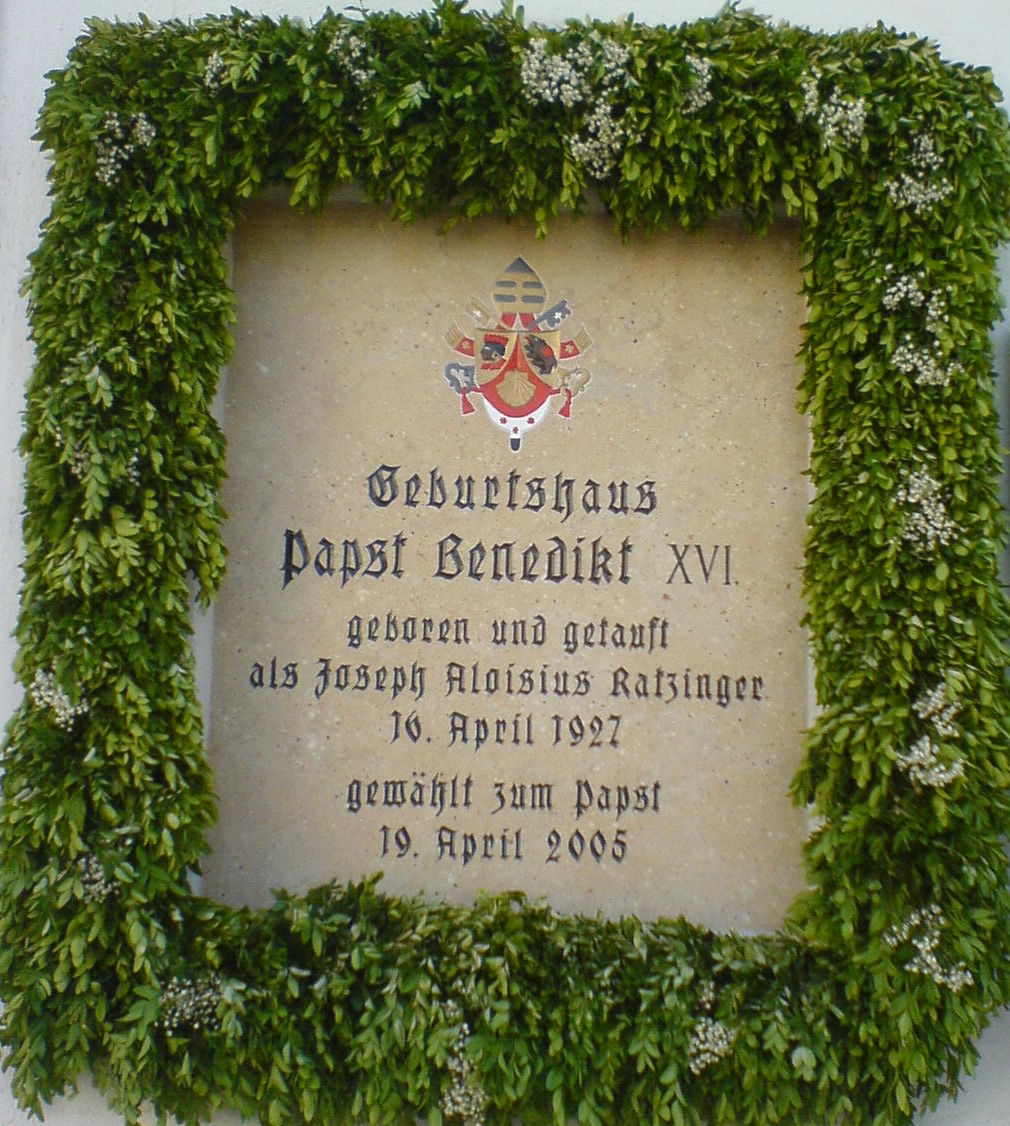
XVI. Benedek pápa emléktáblája szülőházán

XVI. Benedek pápa (latinul: Benedictus PP. XVI, olaszul: Papa Benedetto XVI, németül: Papst Benedikt XVI), született Joseph Aloisius Ratzinger (Marktl, 1927. április 16. – Vatikán, 2022. december 31.) német teológus-pap, a katolikus egyház feje 2005 és 2013 között. 2013-tól haláláig emeritus pápa.
A bíborosi testület 2005. április 19-én választotta pápává; 2005. április 24-én iktatták be. Ő a nyolcadik német pápa, és a 265. a római katolikus egyházfők sorában. A legutóbbi német pápa a Németalföld területén született VI. Adorján (1522–1523), míg a legelső pápa, aki a mai Németország területén született, II. Viktor (1055–1057) volt.
2013. február 10-én kelt és másnap nyilvánosságra hozott nyilatkozatában idős kora miatti fogyatkozó erejével indokolva bejelentette a pápai hivatalról a hónap végével történő lemondását, melynek következtében „2013. február 28-án, este 8 órakor Róma és Szent Péter püspöki széke megürül, és az arra jogosultaknak új főpapválasztó konklávét kell összehívniuk". 2013. február 11-én a Vatikán megerősítette a pápai lemondás hírét, így XVI. Benedek a harmadik egyházfő, aki önként mondott le V. Celesztin és XII. Gergely után. Lemondása után hivatalos megszólítása: Őszentsége XVI. Benedek, emeritus pápa (vagyis kiérdemesült pápa) lett. A pápai székben Ferenc pápa követte.

## Élete
Joseph Ratzinger a németországi Marktl am Innben (Felső-Bajorország) született, nagyszombat napján. „Ebből adódott, hogy a következő reggelen az éppen akkor megszentelt vízzel kereszteltek meg, abban az időben ugyanis még délelőtt ünnepelték »húsvét éjszakáját«. Egész életemre meghatározó jelentőségű eseménynek tartom, hogy az újonnan szentelt víz első kereszteltje lehettem” – írta önéletírásában.
Édesapja csendőrtiszt volt, édesanyja férjhezmenetele előtt szállodai szakácsként dolgozott. Gyermekkorát az osztrák határ közelében (Salzburgtól 30 km-re) fekvő Traunsteinben töltötte.
1941-ben belépett a Hitlerjugendbe, mivel a tagság minden 14 éven felüli német fiúnak kötelező volt 1939 decembere után, így kelletlenül ő is eleget tett ennek, de a gyűléseken való részvételeket megtagadta. 1943-ban besorozták katonának, és Magyarországra küldték, ahol tankcsapdákat kellett felállítania, majd dezertált. 1945-ben az ellenség fogságába esett. Amikor kiengedték, bátyjával együtt belépett a katolikus szemináriumba.
1946–tól 1951-ig filozófiát és teológiát tanult a freisingi főiskolán és a Müncheni Egyetemen. 1951. június 29-én szentelték pappá.
Professzori kinevezését követően a bonni, a münsteri, majd a tübingeni egyetemen tanított. Regensburgban egyetemi tanszéket (intézetet) alapított, amelyet ma is a „Ratzinger-iskola”-ként emlegetnek. 1972-ben megalapította a Communio című katolikus folyóiratot.

### Püspöki pályafutása
1977-ben kinevezték a München-Freisingi főegyházmegye érsekévé. VI. Pál pápa – ugyancsak 50. születésnapja évében – 1977. június 27-én bíborossá kreálta. 1982-ben lemondott a müncheni érseki tisztségről. A főegyházmegyében 1945 óta elkövetett visszaéléseket vizsgáló, 2022 januárjában nyilvánosságra hozott jelentés szerint érsekként négy esetben elmulasztotta, hogy bántalmazással vádolt papok ellen fellépjen. Ratzinger közleményben tagadta felelősségét.
1981-ben II. János Pál pápa kinevezte az egyházi tanítóhivatal, a Hittani Kongregáció prefektusává. (A hitbeli doktrínákért felelős hivatal 1908-tól 1965-ig a Sacra Congregatio Sancti Officii – a „szent hivatal kongregációja” –, korábban, 1542-től a Congregatio Romanae et universalis Inquisitionis – „a római és egyetemes inkvizíció kongregációja” – volt. A középkori inkvizíció módszereit Ratzinger bíboros 2003-ban elítélte. ) 1993-ban pedig Velletri-Segni püspök-bíborosa lett. 2002 novembere óta pápává választásáig a bíborosi kollégium dékánja, egyúttal az egyházi törvény és az ősi szokás szerint Ostia püspök-bíborosa is volt. Minden más bíborosnál közelebb állt II. János Pál pápához.
2005 januárja óta Ratzinger a sajtóban már úgy szerepelt, mint II. János Pál pápa utóda. Dékáni hivatalából kifolyólag a II. János Pál halálát követő interregnum idején ő volt a Vatikán egyik legmagasabb rangú embere. Ő celebrálta II. János Pál temetési miséjét 2005. április 8-án, valamint vezette a pápaválasztó konklávé megnyitását.

### Pápai szolgálata
2005. április 19-én választották pápává. Pápaként mondott első miséjén többször is emlékeztetett a XXIII. János által összehívott második vatikáni zsinat döntéseire, és leszögezte, hogy elődje irányvonalát kívánja folytatni.
Ratzinger a XVI. Benedek nevet vette fel. Azért esett erre a névre a választása, mert Nursiai Szent Benedek rendalapító Európa védőszentje. Másik érve, hogy XV. Benedek nyomdokait szeretné folytatni, akit a béke pápájának is hívnak.
XVI. Benedek a nyolcadik német pápa a történelem folyamán. Az előző német pápa VI. Adorján volt, közel 500 évvel azelőtt.
Aldo Maria Valli olasz újságíró 2011-ben megjelent cikkében mesélte el XVI. Benedek pápa napi rutinját. A szerző rendszerető német embernek nevezte a pápát: precíz időbeosztással élt pápaként, napjait mindennap előre megtervezve kezdte. A reggeli elfogyasztása után a világsajtót olvasta: német, olasz, angol, francia és spanyol nyelvű újsághíreket olvasott. Rendszerint – ha más programja nem akadt – délután fél kettőkor ebédelt, az ebédeken két titkára volt jelen. Benedek pápa kedveli a mediterrán ételeket. Alkoholt egyáltalán nem fogyaszt, bort soha nem iszik, ebédre rendszerint narancslevet iszik. Pápaként ebéd után titkárával negyedórás sétát tett az apostoli palota kertjében. Lefekvés előtt mindig próbált időt szakítani az olvasásra, és arra, hogy zongorázhasson.

### Lemondása
2013. február 11-én bejelentette lemondását, amit a Vatikán megerősített. A posztot február 28-ig kívánta betölteni, amiről adott napon le is mondott.
XVI. Benedek egészségének hanyatlását nevezte meg hivatalos okként, ami miatt nem kívánja tovább betölteni az egyházfői tisztséget. Orvosaival konzultálva megállapította, hogy többször nem lesz már képes tengerentúli utazásokra, így a közelgő riói Katolikus Ifjúsági Világtalálkozón sem fog tudni részt venni.
A sajtóban ugyanakkor különféle, a pápa szavainak ellentmondó alternatív elméletek jelentek meg. Az olasz La Repubblica újság szerint a lemondásnak köze van ahhoz az incidenshez, amelyben Benedek komornyikját őrizetbe vették 2012 májusában a pápai iratok kiszivárogtatásának gyanújával. A komornyikot, aki számos iratot lopott el, később az egyházfő kegyelemben részesítette és kiengedték a fogságból. A lap információi szerint az egyházfő három bíborost kért fel, hogy tegyenek jelentést az ügyről, aki csak ezután, a bíborosok jelentésének kézhezvétele után döntött a lemondás mellett még ugyanazon év decemberében. A jelentés szerint az egyházon belül korrupció és homoszexualitás volt tetten érhető, amik egyúttal zsarolhatóvá is tették a Szentszék érintett tagjait. A jelentés ezeken kívül pénzmosással és egyéb kérdéses ügyekkel is foglalkozott, amelyek érzékenyen érintették a Vatikánt.
Az Apostoli Szentszék a találgatásokat közleményben ítélte el, mely szerint a sajtó a „nem ellenőrzött, vagy nem ellenőrizhető, vagy egyenesen hamis hírekkel” súlyos kárt okoz intézményeknek és személyeknek. Federico Lombardi a Vatikáni Rádióban „rágalmazásnak, félretájékoztatásnak, zavarkeltésnek" nevezte a pápa lemondásának okáról szóló híreket. A Vatikán szóvivője szerint különböző típusú információk és jelentések keringenek az Egyházról és a Kúriáról, amelyek nem felelnek meg a valóságnak.
A botrányok mellett az is közrejátszhatott a lemondásban, hogy Benedek állítólag nemigen akart pápa lenni, és belefáradt a pápai hivatás betöltésébe.
Egy évvel később megerősítette, hogy idős kora és meggyengült ereje vezetett a lemondásához. A La Stampa olasz napilap 2014. február 26-i számában megjelent levelében cáfolta a sajtóban korábban napvilágot látott találgatásokat és kiemelte, hogy nem kell semmilyen titkot keresni távozása mögött.

### Lemondása után
XVI. Benedek pápa a Castel Gandolfó-i pápai nyári rezidencián találkozott először utódjával, Ferenc pápával 2013. március 23-án. A két pápa együtt ebédelt, és hosszan elbeszélgettek. 2013. augusztus 31-én az emeritus pápa szentmisét mutatott be jelenlévő ötven egykori tanítványának, a Ratzinger Schülerkreis tagjainak, 38. találkozójuk kezdetén. Lemondását követően ez volt az első nyilvános szentmiséje, ezúttal a vatikáni kormányzóság kápolnájában.
2014. február 22-én megjelent a Ferenc pápa által összehívott bíborosi konzisztóriumon, amelyen utódja 18 új bíborost kreált.
Ugyancsak részt vett a bíborosokkal koncelebrálva a Szent Péter téren Ferenc pápa által vezetett kanonizációs szentmisén, 2014. április 27-én, az Isteni Irgalmasság vasárnapján, melyen utódja a szentek sorába iktatta két elődjüket, XXIII. János és II. János Pál pápát. Ezt a napot nem hivatalosan a „négy pápa napjaként" is említik, értve ez alatt a hivatalban lévő és emeritus pápákat, valamint a két szentté avatottat, akik ereklyéjük formájában voltak jelen a szertartáson, azaz különböző módon, de jelen volt négy pápa.
2019-ben az emeritus pápa hosszú írást közölt a Klerusblatt című német folyóiratban. Írásában figyelmeztetett, hogy a „pornográfia megjelenése az 1960-as évektől megroppantotta a társadalmakat, erre pedig az egyház nem volt képes megfelelő választ találni, sőt, maga is megroppant, a papi szemináriumokban melegklubok alakultak ki.” Írásában közölte, hogy érintkezésbe lépett Parolin bíboros államtitkárral és Ferenc pápával is, hogy a gondolatait megjelentesse a Klerusblattban.
2020. június 18-án lemondása óta először Olaszországon kívülre utazott. Hazájába, Németországba repült kis létszámú kísérettel, hogy Regensburgban súlyos beteg pap bátyját, az egyházzenész Georg Ratzingert meglátogathassa. Ez utolsó találkozásuknak is bizonyult, fivére július 1-én 96 éves korában elhunyt. Ferenc pápa július 2-án együttérzéséről, lelki közelségéről és imáiról biztosította elődjét. Az emeritus pápa szülőföldjén tartózkodása alatt felkereste többek között szülei és nővére nyughelyét a ziegetsdorfi temetőben, valamint meglátogatta Nikola Eterovićot, németországi apostoli nunciust, továbbá ellátogatott Pentlingben abba a házba, ahol annak idején, még az érseki kinevezése előtt tanárként lakott.

### Halála és temetése
2022. december 28-án Ferenc pápa felhívta a figyelmet előde egészségi állapotára, és minden katolikus embert imára hívott az emeritus pápáért. A következő napokban veseelégtelenség miatt kezelték.
Habár állapotát stabilizálták, mégis 2022. december 31-én, délelőtt 09:34-kor elhunyt vatikáni otthonában a nyugalmazott egyházfő. Ferenc pápa 2023-as újévi beszédében sokszor felemlegette az előző nap elhunyt Szentatyát. Még aznap felállították ideiglenes ravatalát korábbi vatikáni lakóhelyén. Másodikán átszállították a Szent Péter-bazilikába, ahol január 2-től 4-ig volt felravatalozva.
Temetése január 5-én volt a Szent Péter téren. A szertartást Ferenc pápa vezette a Bíborosi Kollégium dékánjával, Giovanni Battista Re bíboros közreműködésével. Majd a Szent Péter-bazilika kriptájában helyezték örök nyugalomra, abban a pápai sírhelyben, ahol korábban XXIII. János pápa, 2005 és 2011 között pedig II. János Pál nyugodott.

## Nézetei, személyisége

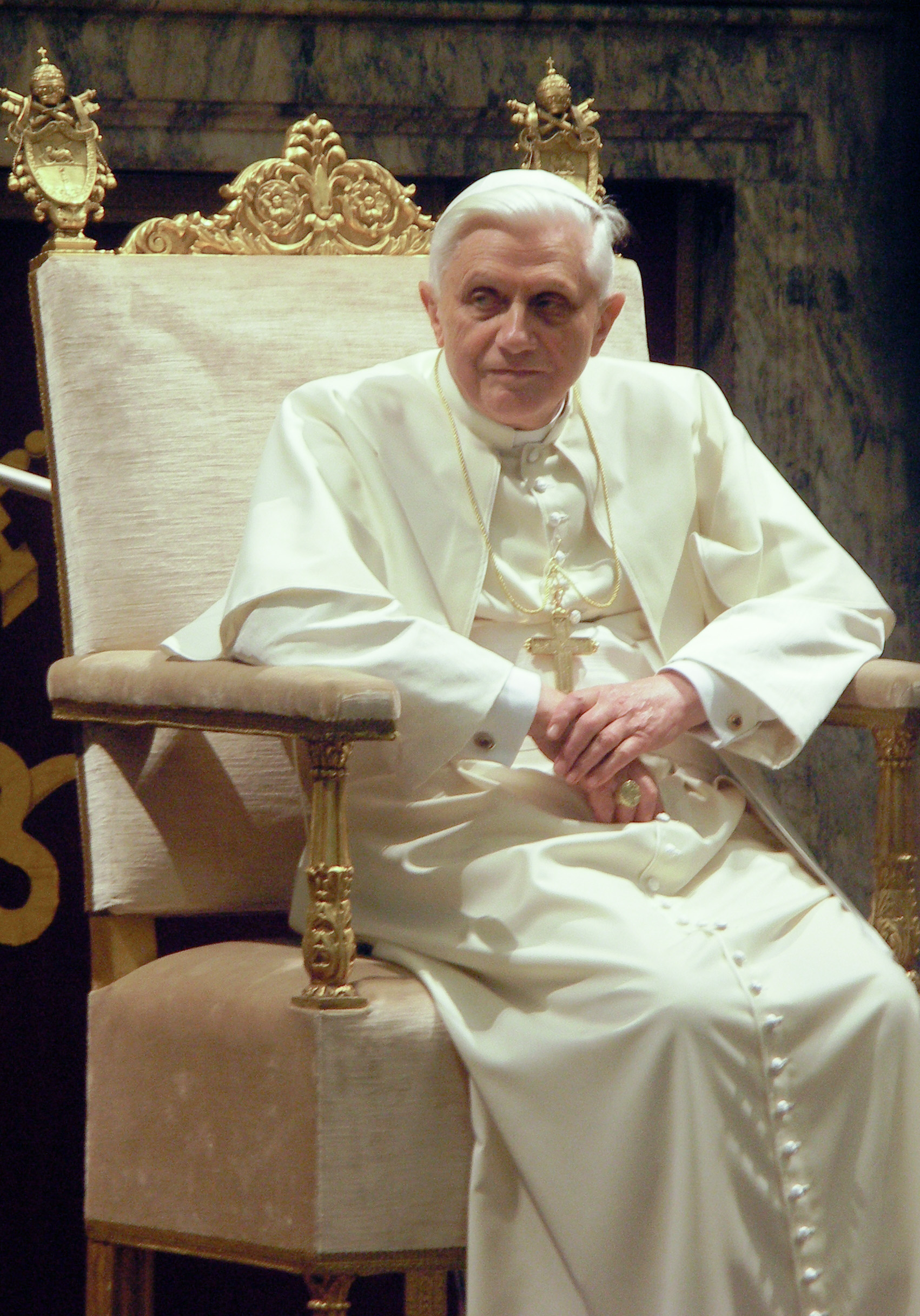
XVI. Benedek pápa
(2006. január 20.)

Fiatal korában radikálisnak számított, az 1960-as évek diákmozgalmainak idején azonban nézetei fokozatosan váltak tradicionálisabbá. Volt tanártársát, Hans Küng teológust ő tiltotta el a tanítástól, s konzervatív szigora miatt többek közt az „Isten rottweilere” gúnynevet kapta. Elődjéhez, II. János Pálhoz hasonlóan támogatta a kötelező papi cölibátus intézményét, ellenezte a nők pappá szentelhetőségét, a mesterséges születésszabályozást, a homoszexuális párkapcsolatok polgári elismerését, az abortuszt és az eutanáziát. E két utóbbiról kijelentette, hogy aki e „súlyos bűnöket” támogatja, annak nem szolgáltatható ki szentség. II. János Pál egyik legközelebbi munkatársaként hírnévre tett szert, személyes ismerősei szerint kedves, sőt félénk ember volt.
Benedek pápa hat nyelven beszélt, további négyen olvasott és értett, képzett zongorajátékos volt, különösen Mozartot és Beethovent kedvelte.

## Tevékenysége
Első enciklikáját, amely a Deus caritas est (Az Isten szeretet) címet viselte, 2006. január 25-én mutatták be a Vatikánban. Második, Spe salvi kezdetű enciklikáját 2007. november 30-án írta alá, és még aznap nyilvánosságra hozták.
2005-ben, a kölni Katolikus Ifjúsági Világtalálkozón XVI. Benedek nem hivatalos ígéretet tett zarándokoknak a marpingeni jelenések kivizsgálására. (2001-ig összesen 45 illatészlelést, 20 fény- és napvíziót, 11 – még a Vatikán által hivatalosan kiküldött orvos igazolására szoruló – gyógyulást, 15 jelenést – amelyekben Szűz Mária Németország és a németség jövőjéért aggódott – és 3 megtérést regisztráltak.)

### A Szent X. Piusz Papi Testvérület püspökeit sújtó kiközösítés feloldása
2009. január 24-én a pápa feloldott a kiközösítés alól négy püspököt, köztük Richard Williamsont, akit a néhai Marcel Lefebvre érsek, a Szent X. Piusz Papi Testvérület alapítója szentelt fel, 1988-ban. Ezzel egyidejűleg kiderült, hogy Williamson, a Testvériség brit születésű tagja néhány nappal korábban egy svéd televízióban kifejtette: szerinte „nem voltak gázkamrák", és azokkal a „revizionistákkal" ért egyet, akik azt állítják, hogy „200-300 ezer zsidó pusztult el a náci koncentrációs táborokban, de egyikük sem gázkamrában". A Williamson-interjú és a pápa intézkedése világszerte komoly felzúdulást okozott.
A pápa szerint a Vatikán hibázott, amikor nem eléggé világosan mutatta be a kiközösített püspökök visszafogadásának jelentőségét, és a velük szemben támasztott elvárásokat. A Szentszék tájékoztatása szerint a Testvériséghez tartozó négy püspök kiközösítésének feloldása nem jelentette a szervezet egyházjogi helyzetének rendezését. Hiba volt az is, hogy interneten nem ellenőrizték le Williamsont. „Megtudtam, hogy internetes kereséssel időben tudtunk volna a problémákról... a Szentszéknél a jövőben tüzetesebb figyelmet kell fordítanunk erre az információs forrásra" – jegyezte meg XVI. Benedek.

### Bocsánatkérések
- 2006. szeptember 12-i regensburgi beszédében egy középkori uralkodót, II. Manuél tudós bizánci császárt idézve azt mondta, Mohamed próféta csak gonosz és embertelen dolgokat hozott a világnak. XVI. Benedek azóta többször bocsánatot kért ezért a muszlimoktól.[33] (A beszéd félreértelmezett része: „…meglepő számunkra, hogy a császár milyen nyerseséggel fordul beszélgetőpartneréhez a központi kérdéssel, amely általában a vallás és az erőszak közti összefüggésre vonatkozik: »Mutasd meg nekem, mi újat hozott Mohamed, és csak rossz és embertelen dolgokat fogsz találni, mint az a rendelkezése, hogy az általa hirdetett hitet karddal kell terjeszteni«. Miután a császár ilyen súlyosan fejezte ki magát, aprólékosan elmagyarázta az érveket, miért esztelen dolog a hit erőszakos terjesztése. Az erőszak ellentétes Isten lényegével és a lélek lényegével…”[34] A beszéd jegyzetekkel közzétett változatában ez a mondat így olvasható: „… meglepő számunkra, hogy a császár milyen nyerseséggel, számunkra elfogadhatatlan nyerseséggel fordul beszélgetőpartneréhez.”[35])
- 2008. július 19-én Ausztráliában bocsánatot kért azoktól, akiket gyerekkorukban szexuálisan zaklattak a papok. A katolikus egyházfő egyúttal a bűnösök megbüntetését szorgalmazta.[36]
- 2010. június 11-én a Vatikánban pontifikált misén bocsánatot kért a katolikus egyházban történt visszaélések áldozataitól. Az egyházfő kijelentette: mindent megtesz annak érdekében, hogy papok a jövőben ne követhessenek el szexuális visszaéléseket fiatalok ellen.[37]

### Viselete
XVI. Benedek pápa ismét bevezette a hagyományos pápai sapka, a camauro viseletét. Védjegyévé váltak a pápai piros cipők, melyeket utódja, Ferenc pápa nem hord. Benedek pápa a lemondása után kézi készítésű barna papucscipőt viselt, amelyet a mexikói Leónban készítettek és ajándékoztak neki 2011-es látogatása idején.

## Címere

XVI. Benedek pápa címere

XVI. Benedek pápa címere alapvetően a vatikáni szimbólumokra épít, mindemellett több ponton is eltér a szokásoktól. Benedek személyes címere főként érseki motívumokat tartalmaz, amelyek a bajor egyházmegye München-Freisingi érsekségére utalnak. Joseph Ratzinger pápává választása előtt ennek az egyházmegyének az élén állt. Az új pápai címer központi helyén egy három részre bontott pajzs látható, amelyet Benedek személyes jelképei foglalnak el. A pajzs hátterében a mennyország két kulcsa áll, és fölötte egy püspöki süveg helyezkedik el. A címer alatt pedig az érseki pallium látható.
A tiara helyén püspöki süveg áll, ami a papságot szimbolizálja, a rajta lévő három vízszintes aranycsík is az egyházfő hatalmára utal. A csíkok a rendet, a joghatóságot és a magisteriumot jelképezik, amelyek a középső függőleges sávval egymáshoz kötődnek, és ezáltal a pápa személyében egyesülnek. A tiara három aranyszínű sávjának is ez a jelentése. A címerpajzs alatt a pallium látható, aminek fehér gyapjúszövetére fekete kereszteket varrnak, és ennek adományozásával ismeri el az egyházfő az egyházmegyei hatalmat. Általában érsekek, ritkábban püspökök kapják meg. Benedek esetében ez Szent Péter ősi püspökségére utal, aminek irányítása a pápa feladata.
A pajzs három szimbóluma közül a bíbor háttér előtt fekvő kagyló a legszembetűnőbb, s több jelentést is hordoz magában. Egyrészt a zarándokok szimbóluma, hiszen úgy sodródik a tenger áramlataiban, mint ahogyan a jó zarándokok utaznak az egyház irányítása alatt. Emellett a klérus egyik kölni ülésén Benedek megkapta az Isten zarándoka, tiszteletbeli címet. A személyes kötődést erősítette az is, hogy Regensburgban, abban a kolostorban ahol Benedek teológiát oktatott, szintén gyakran jelent meg a kagyló motívuma. Ezért érsekké szentelése után a címerére is rákerült. Másrészt pedig Hippói Szent Ágoston elmélkedéseiben is szerepet játszik, ugyanis Ágoston a Szentháromság lényegéről gondolkodott a tengerparton sétálgatva, amikor egy fiúba botlott. A gyermek egy kagylóval vizet mert a fövenybe fúrt lyukba. Ágoston kérdésére, hogy mit csinál, a fiú azt válaszolta, hogy kimeri a tengerek vizét ebbe az üregbe. Ágoston ekkor döbbent rá, hogy az ember és az Isten mennyire különböző lények. Benedek Szent Ágostonról tanulmányokat is írt.
A címer bal felső részében Szent Korbiniánusz az első freisingi püspök medvéje látható. A püspök a legenda szerint a 8. században keresztény hitre térítette a bajorokat, és ő a München-Freisingi főegyházmegye védőszentje. A medve csomagot visel a hátán, ugyanis a legenda szerint Korbiniánusz Rómába zarándokolván egy medvére rakta terheit, és úgy érkezett a városba. A legenda szimbolikus értelemben a kereszténység hatalmát jelzi a vad erők felett, és egyben a medve a pápára háruló terhet is jelzi. Végül a harmadik alak az úgynevezett Freisingi Mór avagy a Caput Ethiopicum. A jobbra néző fej már a 14. század óta Freising címerében látható, és az eredetileg püspökségnek alapított állam szekularizációja után is megmaradt. Azóta a freisingi egyházmegye vezetői mindig címerükre helyezték a fejet.

## Magyar vonatkozások
1998. május 21-én a Szent István Társulat Stephanus-díjjal tüntette ki Ratzinger bíborost. A díjat azoknak adományozzák, akik magyarul megjelent műveikben a keresztény európai kultúra értékrendjét közvetítik.

## Irodalmi ajánló
- Documenta Catholica Omnia (latin nyelven). Cooperatorum Veritatis Societas. (Hozzáférés: 2011. december 6.)

### Magyarul megjelent művei
- A keresztény hit. Gondolatok az Apostoli Hitvallás nyomán (Einführung in das Christentum); ford. Tamás Pál; Opus Mystici Corporis, Bécs, 1976
- A mustármag reménye; szerk. Őry Miklós, ford. Jálics Kálmánné, Sántha Máté; Prugg Verlag, Eisenstadt, 1979
- Joseph Ratzinger: Sion leánya. Az Egyház hite Máriáról; in: Jézus és az egyház anyja; ford. Benkő Antal, Dévény István, Szakos József; Prugg, Eisenstadt, 1987
- Beszélgetés a hitről Vittorio Messorival; ford. Lénárd Ödön; Vigilia, Budapest, 1990 (Vigilia)
- Krisztusra tekintve. A hit, remény és a szeretet gyakorlása; ford. Klemm László; Vigilia, Budapest, 1993 (XX. századi keresztény gondolkodók)
- Joseph Ratzinger–Christoph Schönborn: Bevezetés a katolikus egyház katekizmusába; ford. Viz László; Ecclesia, Budapest, 1994
- A föld sója. Kereszténység és Katolikus Egyház az ezredfordulón. Beszélgetés Peter Seewalddal; ford. Diós István; Szent István Társulat, Budapest, 1997
- A remény forrásai. Gondolatok az üdvtörténet nagy ünnepeiről; ford. Némedi András; Ecclesia, Budapest, 1997
- Augsburgi Nyilatkozat, Szent István Társulat, Budapest, 1999
- Dominus Jesus (A Hittani Kongregáció vezetőjeként), Szent István Társulat, Budapest, 2000
- A keresztény erkölcs alapelvei (társszerző Heinz Schürmann és Hans Urs von Balthasar mellett); ford. Görföl Tibor; L'Harmattan, Budapest, 2002
- A liturgia szelleme; ford. Heller György; Szent István Társulat, Budapest, 2002
- Heinz Schürmann–Joseph Ratzinger–Hans Urs von Balthasar: A keresztény erkölcs alapelvei; ford. Görföl Tibor; L'Harmattan, Budapest, 2002
- Isten és a világ. Hit és élet korunkban. A bíborossal Peter Seewald beszélget; ford. Boros István; Szt. István Társulat, Budapest, 2004
- Benedek Európája. A kultúrák válságában; ford. Diós István; Szent István Társulat, Budapest, 2005
- A kölni ifjúsági világtalálkozó. XVI. Benedek pápa beszédei Kölnben, a XX. Ifjúsági Világnap alkalmából, 2005. augusztus 18-21.; ford. Diós István, Stift Hildegard; Szt. István Társulat, Budapest, 2005.
- Életutam. XVI. Benedek pápa önéletírása, 1927–1977; ford. Egleszné Sarbak Zsófia; Szt. István Társulat, Budapest, 2005
- Aki hisz, soha nincs egyedül. XVI. Benedek pápa németországi látogatása, München, Altötting, Regensburg, Freising, 2006. szeptember 9-14.; ford. Diós István; Szt. István Társulat, Budapest, 2006
- Jézus Krisztus Istene. Elmélkedések a Szentháromság titkáról; ford. Edelényi Judit; Szent Gellért Kiadó, Budapest, 2006
- Értékek az átalakulás idején. Helytállás a jövő kihívásaival szemben; ford. Zentai Attila, Nagy Brigitta, Szénáné Szakály Mária; Don Bosco Kiadó, Budapest, 2006
- XVI. Benedek pápa látogatása Lengyelországban, 2006. május 25-28.; ford. Diós István; Szt. István Társulat, Budapest, 2006
- Új éneket az Úrnak! Krisztushit és liturgia korunkban; ford. Tóth Vencel; Jel, Budapest, 2007
- Jürgen Habermas–Joseph Ratzinger: A szabadelvű állam morális alapjai. A szekularizálódás dialektikája az észről és vallásról; előszó Florian Schuller, ford. Horváth Károly; Barankovics István Alapítvány, Budapest, 2007
- Bevezetés a keresztény hit világába. Előadások a keresztény hitvilágról. Új bevezető tanulmánnyal; ford. Dévény István; Vigilia, Budapest, 2007
- A názáreti Jézus, 1-3.; Szent István Társulat, Budapest, 2007–2013
  - 1. A Jordánban való megkeresztelkedéstől a színeváltozásig; ford. Rokay Zoltán; 2007
  - 2. A jeruzsálemi bevonulástól a feltámadásig; ford. Martos L. Balázs; 2011
  - 3. A gyermekségtörténet; ford. Martos L. Balázs; 2013
- Bevezetés a keresztény hit világába; ford. Márton Áron; Mentor, Marosvásárhely, 2008
- Történelmi és európai dilemmák a 21. század elején II. XVI. Benedek, Erdő Péter írásai / Hit, értelem és egyetem. XVI. Benedek pápa beszéde a tudományos élet képviselőivel történt találkozásakor a Regensburgi Egyetem nagy aulájában. 2006. szeptember 12. kedd; ford. Schulek-Tóth Ferencné / Erdő Péter: Az elvek és az élet dinamikája az új antropológiai helyzetben. Válaszkeresés korunk kihívásaira; Pázmány Egyetem eKiadó, Budapest, 2008
- Meghívó egy imára. XVI. Benedek pápa gondolatai; szerk. Jean-Michel Coulet, bev. Georges Cottier, ford. Wurdits Erzsébet; JLX, Budapest, 2008
- A közép újrafelfedezése. Alapvető tájékozódások. Négy évtized szövegei; ford. Trauttwein Éva et al.; Szt. István Társulat, Budapest, 2008
- Az egyház apostoli arca. Katekézisek az apostolok egyházáról; ford. Kránitz Mihály; Szt. István Társulat, Budapest, 2008
- Pál, a népek apostola; ford. Kránitz Mihály; Szt. István Társulat, Budapest, 2008
- A sydneyi ifjúsági világtalálkozó. XVI. Benedek pápa Sydneyben, a XXIII. Ifjúsági Világnap alkalmából, 2008. július 13-21.; ford. Diós István; Szt. István Társulat, Budapest, 2008
- Az egyházatyák. Római Szent Kelementől Szent Ágostonig; ford. Kránitz Mihály; Szt. István Társulat, Budapest, 2009
- Örömötök szolgái. Elmélkedések a papi lelkiségről; ford. Németh Attila, Szabó László; L'Harmattan–Sapientia Szerzetesi Hittudományi Főiskola, Budapest, 2010
- A világ világossága. A pápa, az egyház és az idők jelei. Peter Seewald beszélgetései a pápával; ford. Török Csaba; Duna International–Új Ember, Budapest, 2011
- A szent zene. A Logoszra hangolt művészet; ford. Kránitz Mihály; Szt. István Társulat, Budapest, 2011
- Katekézis az imádságról; szerk., ford. Miklósházy Attila; Toronto, 2012
- Leo Scheffczyk: A katolikus hit világa. Igazság és alak. XVI. Benedek Pápa visszaemlékezéseivel; ford. Hegyi Márton; Szt. István Társulat, Budapest, 2012
- Isten velünk van minden nap. Gondolatok az év minden napjára; előszó Christoph Schönborn, ford. Kerényi Dénes; Vigilia, Budapest, 2012
- Az imádkozó ember. II. rész. A szerdai általános kihallgatások katekézisei. 2011. november 30-tól 2012. október 3-ig; ford. Miklósházy Attila; Miklósházy Attila, Budapest–Toronto, 2013
- Hit, igazság, tolerancia. A kereszténység és a világvallások; ford. Sallai Gábor; John Henry Newman Oktatási Központ Kft., Pécs, 2014 (Jövőegyetem könyvek)
- Isten közel van hozzánk. Eucharisztia: az élet középpontja; ford. Kürnyek Róbert; Szt. István Társulat, Budapest, 2015
- II. János Pál pápa közelében. Barátok és munkatársak vallomásai. XVI. Benedek emeritus pápa exkluzív interjújával; szerk. Wlodzimierz Redzioch, ford. Diós István; Szt. István Társulat, Budapest, 2015
- Utolsó beszélgetések Peter Seewalddal; ford. Diós István; Szt. István Társulat, Budapest, 2016
- Végidő. A halál és örök élet kérdései; ford. Török Csaba; Jel, Budapest, 2017
- Isten projektje. Gondolatok a teremtésről és az egyházról; ford. Török Csaba; Jel, Bp., 2019
- Joseph Ratzinger: A liturgia szelleme; ford. Heller György; 2. jav. kiad.; Szt. István Társulat, Budapest, 2020
- XVI. Benedek–Piergiorgio Odifreddi: Kedves teológus pápa! Kedves ateista matematikus! Párbeszéd hit és értelem, vallás és tudomány között; ford. Domokos György; Új Ember–Magyar Kurír, Budapest, 2020
- Politika, szabadság, hagyomány. A kereszténység és az istenkérdés Európa jövőjében; ford., utószó Görföl Tibor; MMA, Budapest, 2024 (Pars pro toto)

### Pápai megnyilatkozások
- XVI. Benedek pápa Deus caritas est kezdetű enciklikája a püspököknek, a papoknak és diakónusoknak, az Istennek szentelt személyeknek és minden krisztushívőnek a keresztény szeretetről; ford. Diós István; Szt. István Társulat, Budapest, 2006 (Pápai megnyilatkozások)
- XVI. Benedek pápa Sacramentum caritatis kezdetű szinódus utáni apostoli buzdítása a püspökökhöz és papokhoz, a szerzetesekhez és szerzetesnőkhöz, és a világi krisztushívőkhöz az Eucharisztiáról, az egyház életének és küldetésének forrásáról és csúcspontjáról; ford. Diós István; Szt. István Társulat, Budapest, 2007 (Pápai megnyilatkozások)
- XVI. Benedek pápa Summorum pontificum motu proprio kiadott apostoli levele a római rítus rendkívüli formájáról; ford. Diós István; Szt. István Társulat, Budapest, 2007 (Pápai megnyilatkozások)
- XVI. Benedek pápa Spe salvi kezdetű enciklikája a püspököknek, papoknak és diakónusoknak, az istennek szentelt személyeknek és minden krisztushívőnek a keresztény reményről; ford. Diós István; Szt. István Társulat, Budapest, 2008 (Pápai megnyilatkozások)
- XVI. Benedek pápa Caritas in veritate kezdetű enciklikája a püspököknek, papoknak és diakónusoknak, az Istennek szentelt személyeknek, a krisztushívő laikusoknak és minden jóakaratú embernek. Az ember teljes értékű fejlődéséről a szeretetben és az igazságban; ford. Dér Katalin, Horváth Pál; Szt. István Társulat, Budapest, 2009 (Pápai megnyilatkozások)
- Verbum Domini. XVI. Benedek pápa szinodus utáni apostoli buzdítása Isten szaváról az egyház életében és küldetésében a püspököknek, a klérusnak, az Istennek szentelt személyeknek és a laikus hívőknek; ford. Diós István; Szt. István Társulat, Budapest, 2011 (Pápai megnyilatkozások)
- XVI. Benedek pápa Porta fidei motu proprio kiadott apostoli levele, amellyel meghirdeti a Hit évét; Szt. István Társulat, Budapest, 2012
- XVI. Benedek megnyilatkozásai. Pápai dokumentumok, 2005–2013, 1-2.; szerk. Diós István, Csaba Györgyné; Szt. István Társulat, Budapest, 2018
- Az eucharisztia és az egyház. Részletek II. János Pál pápa "Az egyház az eucharisztiából él" kezdetű enciklikájából és XVI. Benedek pápa "A szeretet szentsége" kezdetű apostoli buzdításából; szerk. Jánossy Gábor; Stella Maris Alapítvány, Budapest, 2020 (Az Eucharisztikus Világkongresszusra készülve)

### Életrajzok
- Rónay Tamás: Kanyarok után a pápai trónon. XVI. Benedek életútja; Kairosz, Budapest, 2005
- Vajda Julianna: XVI. Benedek pápa; Ecclesia, Budapest, 2005
- Helmut S. Ruppert: XVI. Benedek, a német pápa; ford. Pálics Márta; Szeged, Agapé, 2006
- Lukács László: Az igazság munkatársa. Joseph Ratzinger – XVI. Benedek pápa élete és műve, Budapest, Szent István Társulat, 2016
- Peter Seewald: XVI. Benedek. Egy élet, 1-2.; ford. Diós István; Szt. István Társulat, Budapest, 2021
  - 1. kötet: Németországban
  - 2. kötet: Rómában
- Sági György: XVI. Benedek, a nagy teológus pápa. Újkor.hu, 2023. január 10.
- Anthony McCarten: A két pápa. Ferenc, Benedek és a döntés, amely megrázta a világot; ford. Farkas Veroknika; Agave Könyvek, Budapest, 2019
- Keresztények a pluralista demokráciában. Tanulmányok XVI. Benedek pápa munkásságáról; szerk. Jancsó András, Darabos Ádám; Ludovika Egyetemi Kiadó, Budapest, 2024

## Játékfilm
- A két pápa című 2019-es brit–amerikai–olasz–argentin fikciós játékfilm Anthony McCarten azonos című dokumentarista életrajzi könyvéből készült. A filmben XVI. Benedeket Anthony Hopkins, későbbi utódját, Jorge Mario Bergoglio bíborost Jonathan Pryce formálja meg. Rendező: Fernando Meirelles.[39] A film azt állítja magáról, hogy megtörtént eseményeken alapul, de cselekménye és a fő jelenetsora fikció, egy elképzelt sztori, "akár így is történhetett".

## Kapcsolódó szócikk
- XVI. Benedek pápa enciklikái

| Előző pápa: II. János Pál | Római pápa 2005 – 2013 | Következő pápa: Ferenc |